# 2008年夏季残疾人奥林匹克运动会土库曼斯坦代表团
2008年夏季残疾人奥林匹克运动会土库曼斯坦代表团是土库曼斯坦派出的2008年夏季残疾人奥林匹克运动会代表团。未获得奖牌。